# 中筋 (広島市)
中筋（なかすじ）は、広島県広島市安佐南区の地域の一つ。ここでは隣接する東野（ひがしの）地域についても一部記述する。

## 概要
古川と太田川の間に位置し、北は川内、南は東原に接する。江戸期の元和5年の知行帳には、北庄村と記される。承應中に分かれて高宮郡中筋古市村、高宮郡東野村となった。1889年（明治22年）に合村し、太田川、古川、安川の内にあることから三川村と名付けられた。現在の東野、中筋、古市が三川村に属する。古市地方は、洲渚であったことから、小瀬、中須賀、久保、津度島、川崎、松原などの地名がある。三川村は、1943年（昭和18年）に安佐郡古市町となる。
太平洋戦争後の1955年（昭和30年）に安佐郡安村と合併し安佐郡安古市町となる。1973年（昭和48年）に、広島市と合併し広島市安古市町。1980年（昭和55年）広島市が政令指定都市に指定されもと三川村地域は広島市安佐南区古市、中筋、東野となる。

## 文化財
- 才ノ木神社 - 応神天皇を祀る。
- 久保山神社 - 大山神命、大己貴命を祀る。
- 堤平神社 - 泉津導守神を祀る。もと黄幡社と称し、福島大和守の祈祷所であったという。
- 浄宗寺 - 竹林山と號す。昔は天台宗であったが、元禄に改宗し明治35年に中筋切戸より現在地に移る。
- 浄宗寺 - 竹林山と號す。昔は天台宗であったが、元禄、浄土真宗に改宗し明治35年に中筋切戸より現在地に移る。
- 善教寺 - 宮前山と號す。昔は禅宗であったが、浄土真宗に改宗する。

## 主な施設

### 公共施設
- 中筋バスターミナル
- 広島市立安佐南区図書館

#### 小学校
- 広島市立中筋小学校
- 広島市立東野小学校

## 交通
- 広島高速交通広島新交通1号線（アストラムライン） 中筋駅、古市駅

## 道路
- 国道54号（祇園新道。国道191号と重複区間）

## 住居表示
広島県広島市安佐南区中筋
- 1丁目
- 2丁目
- 3丁目
- 4丁目

広島県広島市安佐南区東野
- 1丁目
- 2丁目
- 3丁目